# Розвори (Мазовецьке воєводство)
Розвори (пол. Rozwory) — село в Польщі, у гміні Жекунь Остроленцького повіту Мазовецького воєводства.
Населення — 242 особи (2011).
У 1975—1998 роках село належало до Остроленцького воєводства.

## Демографія
Демографічна структура станом на 31 березня 2011 року:
|          | Загалом | Допрацездатний вік | Працездатний вік | Постпрацездатний вік |
| -------- | ------- | ------------------ | ---------------- | -------------------- |
| Чоловіки | 117     | 34                 | 77               | 6                    |
| Жінки    | 125     | 34                 | 68               | 23                   |
| Разом    | 242     | 68                 | 145              | 29                   |